# Naoki Tatsuta
Naoki Tatsuta (jap. 龍田 直樹 Tatsuta Naoki; ur. 8 września 1950) – japoński seiyū związany z agencją Aoni Production.

## Role głosowe
- 1979: Kidō Senshi Gundam –
  - Marker Clan,
  - Job John
- 1986: Dragon Ball –
  - Oolong,
  - Ko-Gamera,
  - Bokser,
  - Wilk,
  - Żołnierz
- 1989: Dragon Ball Z –
  - Oolong,
  - Karin,
  - Yamu,
  - Bubbles,
  - Haiya Dragon,
  - Tsuno,
  - Burmistrz
- 1996: Dragon Ball GT – porywacz
- 1997: Pokémon – profesor Nishinomori
- 1998: Cowboy Bebop – doktor Yūri Kellerman
- 2002: Mobile Suit Gundam Seed – Lewis Halberton
- 2006: Gintama – Yagyu Binbokusai
- 2009: Dragon Ball Kai – Oolong
- 2011: Hunter × Hunter – Zenji
- 2015: Dragon Ball Super –
  - Oolong,
  - Magetta,
  - Kaiō-sama,
  - Narrator (późniejsze odcinki)